# Liste der Bodendenkmäler in Weißenburg in Bayern
Auf dieser Seite sind die Bodendenkmäler in der mittelfränkischen Großen Kreisstadt Weißenburg in Bayern zusammengestellt. Diese Tabelle ist eine Teilliste der Liste der Bodendenkmäler in Bayern. Grundlage ist die Bayerische Denkmalliste, die auf Basis des Bayerischen Denkmalschutzgesetzes vom 1. Oktober 1973 erstmals erstellt wurde und seither durch das Bayerische Landesamt für Denkmalpflege geführt wird. Die folgenden Angaben ersetzen nicht die rechtsverbindliche Auskunft der Denkmalschutzbehörde.

## Bodendenkmäler in Weißenburg in Bayern
| Lage                            | Objekt | Akten-Nr.     | Bild            |
| ------------------------------- | --- | ------------- | --------------- |
| Weißenburg in Bayern (Standort) | Grabhügel mit Bestattungen vorgeschichtlicher Zeitstellung. | D-5-6931-0048 |                 |
| Weißenburg in Bayern (Standort) | Siedlung des Neolithikums, der Bronzezeit, vermutlich der Urnenfelderzeit sowie der Hallstatt- und Latènezeit. | D-5-6931-0056 |                 |
| Ellingen (Standort)             | Siedlung der späten Bronze- und Urnenfelderzeit. | D-5-6931-0105 |                 |
| Weißenburg in Bayern (Standort) | Mittelalterlicher Burgstall. | D-5-6931-0181 |                 |
| Weißenburg in Bayern (Standort) | Archäologische Befunde im Bereich der ehem. neuzeitlichen Schanze der sog. Weißenburger Linie aus dem Spanischen Erbfolgekrieg.                                                                                            | D-5-6931-0182 |                 |
| Weißenburg in Bayern (Standort) | Siedlung des Neolithikums, Herrenhof der Hallstattzeit sowie Siedlung der Frühgeschichte. | D-5-6931-0183 |                 |
| Weißenburg in Bayern (Standort) | Siedlung vor- und frühgeschichtlicher Zeitstellung. | D-5-6931-0184 |                 |
| Weißenburg in Bayern (Standort) | Siedlung vor- und frühgeschichtlicher Zeitstellung. | D-5-6931-0185 |                 |
| Weißenburg in Bayern (Standort) | Siedlung vor- und frühgeschichtlicher Zeitstellung. | D-5-6931-0186 |                 |
| Weißenburg in Bayern (Standort) | Siedlung der Metallzeiten, darunter der Urnenfelder- und der Hallstattzeit. | D-5-6931-0187 |                 |
| Weißenburg in Bayern (Standort) | Straße der römischen Kaiserzeit. | D-5-6931-0192 |                 |
| Weißenburg in Bayern (Standort) | Straße der römischen Kaiserzeit. | D-5-6931-0193 |                 |
| Weißenburg in Bayern (Standort) | Siedlung vor- und frühgeschichtlicher Zeitstellung. | D-5-6931-0196 |                 |
| Weißenburg in Bayern (Standort) | Straße der römischen Kaiserzeit. | D-5-6931-0201 |                 |
| Weißenburg in Bayern (Standort) | Neolithische Siedlung. | D-5-6931-0202 |                 |
| Weißenburg in Bayern (Standort) | Villa rustica der römischen Kaiserzeit. | D-5-6931-0205 |                 |
| Weißenburg in Bayern (Standort) | Freilandstation des Mesolithikums, Siedlung des Neolithikums, der Hallstatt- und vermutlich der Latènezeit sowie frühgeschichtliche Abschnittsbefestigung, mittelalterlicher Burgstall und neuzeitliche Schanzen.          | D-5-6931-0206 |                 |
| Weißenburg in Bayern (Standort) | Grabhügel vorgeschichtlicher Zeitstellung. | D-5-6931-0208 |                 |
| Weißenburg in Bayern (Standort) | Siedlung des Neolithikums und der Bronze-, Hallstatt- und Latènezeit. | D-5-6931-0212 |                 |
| Weißenburg in Bayern (Standort) | Freilandstation des Mesolithikums, Siedlung des Neolithikums und der Hallstattzeit. | D-5-6931-0213 |                 |
| Weißenburg in Bayern (Standort) | Kreisgraben vor- und frühgeschichtlicher Zeitstellung. | D-5-6931-0215 |                 |
| Weißenburg in Bayern (Standort) | Siedlung des Mittelneolithikums, Villa rustica der römischen Kaiserzeit. | D-5-6931-0219 |                 |
| Weißenburg in Bayern (Standort) | Freilandstation des Mesolithikums und linear- und, stichbandkeramische sowie spätlatènezeitliche Siedlung. | D-5-6931-0220 |                 |
| Weißenburg in Bayern (Standort) | Siedlung vor- und frühgeschichtlicher Zeitstellung. | D-5-6931-0221 |                 |
| Weißenburg in Bayern (Standort) | Römisches Alenkastell Biriciana. | D-5-6931-0223 |                 |
| Weißenburg in Bayern (Standort) | Römisches Kastellbad, unter Schutzbau konserviert und museal aufbereitet. | D-5-6931-0224 |                 |
| Weißenburg in Bayern (Standort) | Villa rustica der römischen Kaiserzeit. | D-5-6931-0228 |                 |
| Weißenburg in Bayern (Standort) | Reihengräberfeld der jüngeren Merowingerzeit. | D-5-6931-0229 |                 |
| Weißenburg in Bayern (Standort) | Grabhügel vorgeschichtlicher Zeitstellung. | D-5-6931-0230 |                 |
| Weißenburg in Bayern (Standort) | Grabhügel vorgeschichtlicher Zeitstellung. | D-5-6931-0231 |                 |
| Weißenburg in Bayern (Standort) | Siedlung vor- und frühgeschichtlicher Zeitstellung. | D-5-6931-0238 |                 |
| Weißenburg in Bayern (Standort) | Siedlung vor- und frühgeschichtlicher Zeitstellung. | D-5-6931-0239 |                 |
| Weißenburg in Bayern (Standort) | Römische villa rustica. | D-5-6931-0241 |                 |
| Weißenburg in Bayern (Standort) | Siedlung des Neolithikums und der Urnenfelderzeit. | D-5-6931-0243 |                 |
| Weißenburg in Bayern (Standort) | Brandgräber der Hallstattzeit. | D-5-6931-0249 |                 |
| Weißenburg in Bayern (Standort) | Pfarrkirche St. Martin mit Vorgängerbauten aus dem 8. Jahrhundert und Körpergräber der des 7./8. Jh. | D-5-6931-0268 |                 |
| Weißenburg in Bayern (Standort) | Vorgeschichtliche Siedlung. | D-5-6931-0280 |                 |
| Weißenburg in Bayern (Standort) | Gräber der römischen Kaiserzeit. | D-5-6931-0297 |                 |
| Weißenburg in Bayern (Standort) | Siedlung des Jungneolithikums. | D-5-6931-0309 |                 |
| Weißenburg in Bayern (Standort) | Siedlung der Stichbandkeramik. | D-5-6931-0316 |                 |
| Weißenburg in Bayern (Standort) | Wüstgefallene Siedlung des Mittelalters. | D-5-6931-0324 |                 |
| Weißenburg in Bayern (Standort) | Grabhügel vorgeschichtlicher Zeitstellung. | D-5-6931-0329 |                 |
| Weißenburg in Bayern (Standort) | Gebäudegrundriss vermutlich der römischen Kaiserzeit. | D-5-6931-0330 |                 |
| Weißenburg in Bayern (Standort) | Siedlung und Brandgrab der römischen Kaiserzeit. | D-5-6931-0337 |                 |
| Weißenburg in Bayern (Standort) | Archäologische Befunde im Bereich eines frühneuzeitlichen Ziegelbrennofens. | D-5-6931-0378 |                 |
| Weißenburg in Bayern (Standort) | Viereckschanze und Siedlung der jüngeren Latènezeit sowie Kastell und Siedlung der römischen Kaiserzeit. | D-5-6931-0385 |                 |
| Weißenburg in Bayern (Standort) | Siedlung der Hallstattzeit und Villa rustica der römischen Kaiserzeit. | D-5-6931-0386 |                 |
| Weißenburg in Bayern (Standort) | Siedlung der Latènezeit und Vicus der römischen Kaiserzeit. | D-5-6931-0392 |                 |
| Weißenburg in Bayern (Standort) | Untertägige Bestandteile der Friedhofskapelle des 18. Jhs. und ihrer Vorgängerbauten. | D-5-6931-0393 |                 |
| Weißenburg in Bayern (Standort) | Untertägige Bestandteile der mittelalterlichen Spitalkirche. | D-5-6931-0395 |                 |
| Weißenburg in Bayern (Standort) | Abgegangenes mittelalterliches Augustinerinnen-Kloster und untertägige Bestandteile der profanierten Klosterkirche. | D-5-6931-0396 |                 |
| Weißenburg in Bayern (Standort) | Ehem. mittelalterliches Karmeliterkloster mit Klosterkirche. | D-5-6931-0400 |                 |
| Weißenburg in Bayern (Standort) | Untertägige Bestandteile der evang.-luth. Stadtpfarrkirche St. Andreas des 14. Jh. und romanischer Vorgängerbau. | D-5-6931-0401 |                 |
| Weißenburg in Bayern (Standort) | Straße der römischen Kaiserzeit. | D-5-6931-0403 |                 |
| Weißenburg in Bayern (Standort) | Straße der römischen Kaiserzeit. | D-5-6931-0404 |                 |
| Weißenburg in Bayern (Standort) | Wüstung des Mittelalters und der Neuzeit. | D-5-6931-0408 |                 |
| Weißenburg in Bayern (Standort) | Mittelalterliche und frühneuzeitliche Befunde im Bereich der hochmittelalterlichen Kernstadt von Weißenburg. | D-5-6931-0411 |                 |
| Weißenburg in Bayern (Standort) | Untertägige Teile der hochmittelalterlichen Stadtbefestigung von Weißenburg. | D-5-6931-0412 |                 |
| Weißenburg in Bayern (Standort) | Mittelalterliche und frühneuzeitliche Befunde im Bereich der spätmittelalterlichen Stadterweiterung von Weißenburg. | D-5-6931-0413 |                 |
| Weißenburg in Bayern (Standort) | Untertägige Teile der spätmittelalterlichen Stadtbefestigung von Weißenburg. | D-5-6931-0414 |                 |
| Weißenburg in Bayern (Standort) | Mittelalterliche Kirche. | D-5-6931-0421 |                 |
| Weißenburg in Bayern (Standort) | Untertägige Bestandteile der mittelalterlichen evang.-luth. Pfarrkirche St. Margaretha. | D-5-6931-0423 |                 |
| Weißenburg in Bayern (Standort) | Mittelalterliche und frühneuzeitliche Befunde im Bereich der Evang.-Luth. Pfarrkirche St. Magnus. | D-5-6931-0425 |                 |
| Weißenburg in Bayern (Standort) | Mesolithische Freilandstation und Siedlung des Mittelneolithikums. | D-5-6931-0427 |                 |
| Weißenburg in Bayern (Standort) | Untertägige Bestandteile der mittelalterlichen evang.-luth. Pfarrkirche St. Vitus und Vorgängerbau(ten). | D-5-6931-0428 |                 |
| Weißenburg in Bayern (Standort) | Siedlung der Urnenfelderzeit. | D-5-6931-0490 |                 |
| Weißenburg in Bayern (Standort) | Siedlung der Linear- und Stichbandkeramik. | D-5-6931-0494 |                 |
| Weißenburg in Bayern (Standort) | Siedlung und Bestattungsplatz vorgeschichtlicher Zeitstellung. | D-5-6931-0499 |                 |
| Weißenburg in Bayern (Standort) | Bestattungsplatz und Siedlung der Eisenzeit. | D-5-6931-0500 |                 |
| Burgsalach (Standort)           | Straße der römischen Kaiserzeit. | D-5-6932-0103 |                 |
| Burgsalach (Standort)           | Burgus, Kastell und Vicus der römischen Kaiserzeit sowie Siedlung und Gräber vorgeschichtlicher Zeitstellung, u. a. der Latènezeit.                                                                                        | D-5-6932-0111 |                 |
| Weißenburg in Bayern (Standort) | Wachtposten WP 14/41 des raetischen Limes. | D-5-6932-0164 |                 |
| Weißenburg in Bayern (Standort) | Teilabschnitt der Römerstraße Burgus in der Harlach-Biriciana/Weißenburg. | D-5-6932-0166 |                 |
| Weißenburg in Bayern (Standort) | Bestattungsplatz der Bronze- und der Hallstattzeit in Grabhügelgruppen. | D-5-6932-0170 |                 |
| Weißenburg in Bayern (Standort) | Grabhügelfeld der Bronzezezeit mit mindestens 32 Hügeln. | D-5-6932-0173 |                 |
| Weißenburg in Bayern (Standort) | Grabhügel mit Bestattungen der Bronzezeit. | D-5-6932-0174 |                 |
| Weißenburg in Bayern (Standort) | Siedlung des Neolithikums und der Vorgeschichte. | D-5-6932-0179 |                 |
| Weißenburg in Bayern (Standort) | Mittelalterliche Wüstung. | D-5-6932-0180 |                 |
| Weißenburg in Bayern (Standort) | Siedlung vorgeschichtlicher Zeitstellung sowie villa rustica der römischen Kaiserzeit. | D-5-6932-0183 |                 |
| Weißenburg in Bayern (Standort) | Wachtposten WP 14/43 des raetischen Limes. | D-5-6932-0186 |                 |
| Weißenburg in Bayern (Standort) | Viereckiges Grabenwerk vor- und frühgeschichtlicher Zeitstellung. | D-5-6932-0189 |                 |
| Weißenburg in Bayern (Standort) | Siedlung der römischen Kaiserzeit oder im Hochmittelalter wüst gefallener Ort Ramsau. | D-5-6932-0190 |                 |
| Weißenburg in Bayern (Standort) | Bestattungsplatz der Hallstattzeit mit Grabhügeln. | D-5-6932-0191 |                 |
| Weißenburg in Bayern (Standort) | Wachtposten WP 14/42 des raetischen Limes. | D-5-6932-0192 |                 |
| Weißenburg in Bayern (Standort) | Mesolithische Freilandstation und vermutlich neolithische Siedlung. | D-5-6932-0193 |                 |
| Weißenburg in Bayern (Standort) | Wachtposten WP 14/40 des raetischen Limes. | D-5-6932-0194 |                 |
| Weißenburg in Bayern (Standort) | Grabhügel vorgeschichtlicher Zeitstellung. | D-5-6932-0195 |                 |
| Weißenburg in Bayern (Standort) | Römische villa rustica. | D-5-6932-0197 |                 |
| Weißenburg in Bayern (Standort) | Archäologische Befunde im Bereich des abgegangenen mittelalterlichen Klosters und der neuzeitlichen Festung Wülzburg. | D-5-6932-0198 |                 |
| Weißenburg in Bayern (Standort) | Grabhügel vorgeschichtlicher Zeitstellung. | D-5-6932-0202 |                 |
| Weißenburg in Bayern (Standort) | Vorgeschichtliches Grabhügelfeld mit 10 Hügeln. | D-5-6932-0203 |                 |
| Weißenburg in Bayern (Standort) | Mittelbronzezeitliche Grabhügelgruppe mit mindestens neun Hügeln. | D-5-6932-0204 |                 |
| Weißenburg in Bayern (Standort) | Grabhügelfeld vorgeschichtlicher Zeitstellung mit mindestens 28 Hügeln. | D-5-6932-0205 |                 |
| Weißenburg in Bayern (Standort) | Grabhügelgruppe vorgeschichtlicher Zeitstellung mit mindestens vier Hügeln. | D-5-6932-0206 |                 |
| Weißenburg in Bayern (Standort) | Vorgeschichtliche Grabhügelgruppe mit sieben Hügeln. | D-5-6932-0207 |                 |
| Weißenburg in Bayern (Standort) | Abschnittsbefestigung des frühen Mittelalters und Siedlungen vor- und frühgeschichtlicher Zeit, darunter der Chamer Gruppe, der Hallstattzeit und der römischen Kaiserzeit.                                                | D-5-6932-0208 |                 |
| Weißenburg in Bayern (Standort) | Grabhügel vorgeschichtlicher Zeitstellung. | D-5-6932-0209 |                 |
| Weißenburg in Bayern (Standort) | Siedlung des Neolithikums und vermutlich der römischen Kaiserzeit. | D-5-6932-0223 |                 |
| Weißenburg in Bayern (Standort) | Grabhügel vorgeschichtlicher Zeitstellung. | D-5-6932-0224 |                 |
| Weißenburg in Bayern (Standort) | Freilandstation des Mesolithikums, Siedlung vorgeschichtlicher Zeitstellung und der römischen Kaiserzeit sowie spätmittelalterliche und frühneuzeitliche Befunde im Bereich der historischen Ansiedlung von Oberhochstatt. | D-5-6932-0332 |                 |
| Weißenburg in Bayern (Standort) | Brandgräber der römischen Kaiserzeit sowie mittelalterliche und frühneuzeitliche Befunde im Bereich der historischen Bebauung von Oberhochstatt.                                                                           | D-5-6932-0334 |                 |
| Weißenburg in Bayern (Standort) | Siedlung der Latènezeit, Kastelle und Vicus der römischen Kaiserzeit. | D-5-6932-0335 |                 |
| Weißenburg in Bayern (Standort) | Untertägige spätmittelalterliche und frühneuzeitliche Befunde im Bereich der Evang.- Luth. Pfarrkirche St. Martin in Oberhochstatt und ihres Vorgängerbaus.                                                                | D-5-6932-0336 |                 |
| Ettenstatt (Standort)           | Teilstrecke des raetischen Limes. | D-5-6932-0360 |                 |
| Weißenburg in Bayern (Standort) | Teilstrecke des raetischen Limes. | D-5-6932-0363 |                 |
| Weißenburg in Bayern (Standort) | Grabhügel mit Bestattungen vorgeschichtlicher Zeitstellung. | D-5-6932-0367 |                 |
| Weißenburg in Bayern (Standort) | Mesolithische Freilandstation, Siedlung der Chamer Gruppe, der Urnenfelder- und Latènezeit. | D-5-6932-0374 |                 |
| Treuchtlingen (Standort)        | Grabhügel mit Bestattungen der Hallstattzeit. | D-5-7031-0116 |                 |
| Weißenburg in Bayern (Standort) | Archäologische Befunde im Bereich des Teilstücks der Fossa Carolina. | D-5-7031-0181 |                 |
| Weißenburg in Bayern (Standort) | Neuzeitliche Schanze der Weißenburger Linie aus dem Spanischen Erbfolgekrieg. | D-5-7031-0182 |                 |
| Weißenburg in Bayern (Standort) | Neuzeitliche Schanze der sogenannten Weißenburger Linie aus dem Spanischen Erbfolgekrieg. | D-5-7031-0183 |                 |
| Weißenburg in Bayern (Standort) | Neuzeitliche Sternschanze der sogenannten Weißenburger Linie aus dem Spanischen Erbfolgekrieg von 1704. | D-5-7031-0184 |                 |
| Weißenburg in Bayern (Standort) | Grabhügel mit Bestattungen vorgeschichtlicher Zeitstellung. | D-5-7031-0185 |                 |
| Weißenburg in Bayern (Standort) | Grabhügel mit Bestattungen der Bronzezeit. | D-5-7031-0186 |                 |
| Weißenburg in Bayern (Standort) | Grabhügel mit Bestattungen vorgeschichtlicher Zeitstellung. | D-5-7031-0187 |                 |
| Weißenburg in Bayern (Standort) | Grabhügel mit Bestattungen vorgeschichtlicher Zeitstellung. | D-5-7031-0188 | (D-5-7031-0188) |
| Weißenburg in Bayern (Standort) | Siedlung des Neolithikums. | D-5-7031-0189 |                 |
| Weißenburg in Bayern (Standort) | Neuzeitliche Schanze der sogenannten Weißenburger Linie aus dem Spanischen Erbfolgekrieg. | D-5-7031-0190 |                 |
| Weißenburg in Bayern (Standort) | Neuzeitliche Schanze der sogenannten Weißenburger Linie aus dem Spanischen Erbfolgekrieg. | D-5-7031-0193 |                 |
| Weißenburg in Bayern (Standort) | Siedlung des Neolithikums und Villa rustica der römischen Kaiserzeit. | D-5-7031-0197 |                 |
| Weißenburg in Bayern (Standort) | Reihengräberfeld des 6. u. 7. Jahrhunderts. | D-5-7031-0199 |                 |
| Weißenburg in Bayern (Standort) | Siedlung und Begräbnisplatz der Hallstattzeit mit Brandbestattungen in Grabhügeln sowie der Latènezeit mit Brandschüttungs- und Steinkistengräbern, ferner Teilstück der Dammanlage zu Regulierung der Fossa Carolina.     | D-5-7031-0200 |                 |
| Weißenburg in Bayern (Standort) | Lineare Struktur vor- und frühgeschichtlicher Zeitstellung. | D-5-7031-0204 |                 |
| Weißenburg in Bayern (Standort) | Villa rustica der römischen Kaiserzeit. | D-5-7031-0205 |                 |
| Weißenburg in Bayern (Standort) | Gräberfeld vor- und frühgeschichtlicher Zeitstellung. | D-5-7031-0207 |                 |
| Weißenburg in Bayern (Standort) | Straße der römischen Kaiserzeit | D-5-7031-0209 |                 |
| Weißenburg in Bayern (Standort) | Siedlung der Spätlatènezeit und der römischen Kaiserzeit. | D-5-7031-0223 |                 |
| Weißenburg in Bayern (Standort) | Siedlung vor- und frühgeschichtlicher Zeitstellung. | D-5-7031-0233 |                 |
| Weißenburg in Bayern (Standort) | Siedlung vorgeschichtlicher Zeitstellung, der Urnenfelder- und Hallstatt- sowie der römischen Kaiserzeit und vermutlich neuzeitliche Schanze.                                                                              | D-5-7031-0234 |                 |
| Weißenburg in Bayern (Standort) | Abgegangenes Schloss des 18. Jh. | D-5-7031-0236 |                 |
| Weißenburg in Bayern (Standort) | Untertägige Bestandteile der mittelalterlichen Pfarrkirche St. Nikolaus und mutmaßlicher Vorgängerbau. | D-5-7031-0237 |                 |
| Weißenburg in Bayern (Standort) | Dammanlage zu Regulierung der Fossa Carolina. | D-5-7031-0243 |                 |
| Weißenburg in Bayern (Standort) | Siedlung der Latènezeit. | D-5-7031-0252 |                 |
| Treuchtlingen (Standort)        | Archäologische Befunde im Bereich eines Teilstücks der kurbayerischen Landesdefensionslinie aus der frühen Neuzeit. | D-5-7031-0341 |                 |
| Weißenburg in Bayern (Standort) | Grabhügel vorgeschichtlicher Zeitstellung. | D-5-7032-0071 |                 |
| Weißenburg in Bayern (Standort) | Hoch- und spätmittelalterliche Kapellenwüstung St. Gunthildis. | D-5-7032-0072 |                 |
| Weißenburg in Bayern (Standort) | Grabhügel mit Bestattungen der Bronzezeit. | D-5-7032-0073 |                 |
| Weißenburg in Bayern (Standort) | Freilandstation des Mesolithikums und Siedlung des Neolithikums. | D-5-7032-0075 |                 |
| Weißenburg in Bayern (Standort) | Siedlung des Neolithikums, der Bronzezeit, der frühen und späten Latènezeit sowie der späten römischen Kaiserzeit. | D-5-7032-0076 |                 |
| Weißenburg in Bayern (Standort) | Grabhügel endneolithischer Zeitstellung. | D-5-7032-0083 |                 |
| Weißenburg in Bayern (Standort) | Zwei vorgeschichtliche Grabhügel. | D-5-7032-0084 |                 |
| Weißenburg in Bayern (Standort) | Grabhügel vorgeschichtlicher Zeitstellung. | D-5-7032-0085 |                 |
| Weißenburg in Bayern (Standort) | Drei vorgeschichtliche Grabhügel. | D-5-7032-0086 |                 |
| Weißenburg in Bayern (Standort) | Fünf vorgeschichtliche Grabhügel. | D-5-7032-0087 |                 |
| Pappenheim (Standort)           | Grabhügelfeld der Bronze- und Hallstattzeit mit mindestens 15 Hügeln und Nachbestattungen der Latènezeit und des frühen Mittelalters.                                                                                      | D-5-7032-0088 |                 |
| Weißenburg in Bayern (Standort) | Römische villa rustica. | D-5-7032-0089 |                 |
| Weißenburg in Bayern (Standort) | Grabhügel vorgeschichtlicher Zeitstellung. | D-5-7032-0095 |                 |
| Pappenheim (Standort)           | Siedlung des Neolithikums, der Bronze-, Hallstatt- und Latènezeit und vermutlich mittelalterliche Wüstung. | D-5-7032-0100 |                 |
| Weißenburg in Bayern (Standort) | Siedlung vorgeschichtlicher Zeitstellung. | D-5-7032-0101 |                 |
| Pappenheim (Standort)           | Siedlung der Späthallstatt- und der Latènezeit. | D-5-7032-0103 |                 |
| Weißenburg in Bayern (Standort) | Untertägige mittelalterliche und frühneuzeitliche Befunde im Bereich der Evang.-Luth. Filialkirche St. Michael in Suffersheim und ihrer Vorgängerbauten.                                                                   | D-5-7032-0108 |                 |
| Weißenburg in Bayern (Standort) | Siedlung des Neolithikums und der Latènezeit, Villa rustica der römischen Kaiserzeit. | D-5-7032-0118 |                 |
| Weißenburg in Bayern (Standort) | Siedlung der Hallstattzeit. | D-5-7032-0124 |                 |